# Октальный цоколь

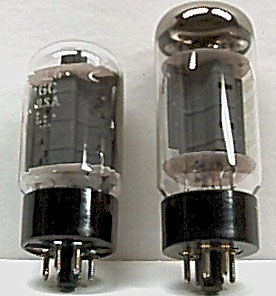
Лучевые тетроды 6L6 с октальным цоколем (слева — производство США 1960-х гг., справа - современный российский)

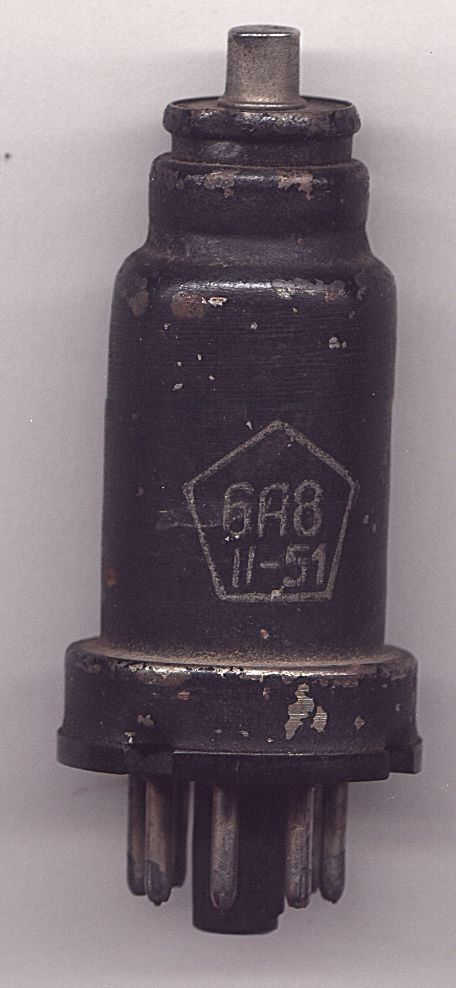
Октальная лампа в металлическом баллоне. Вывод одной из сеток находится на верхнем торце баллона

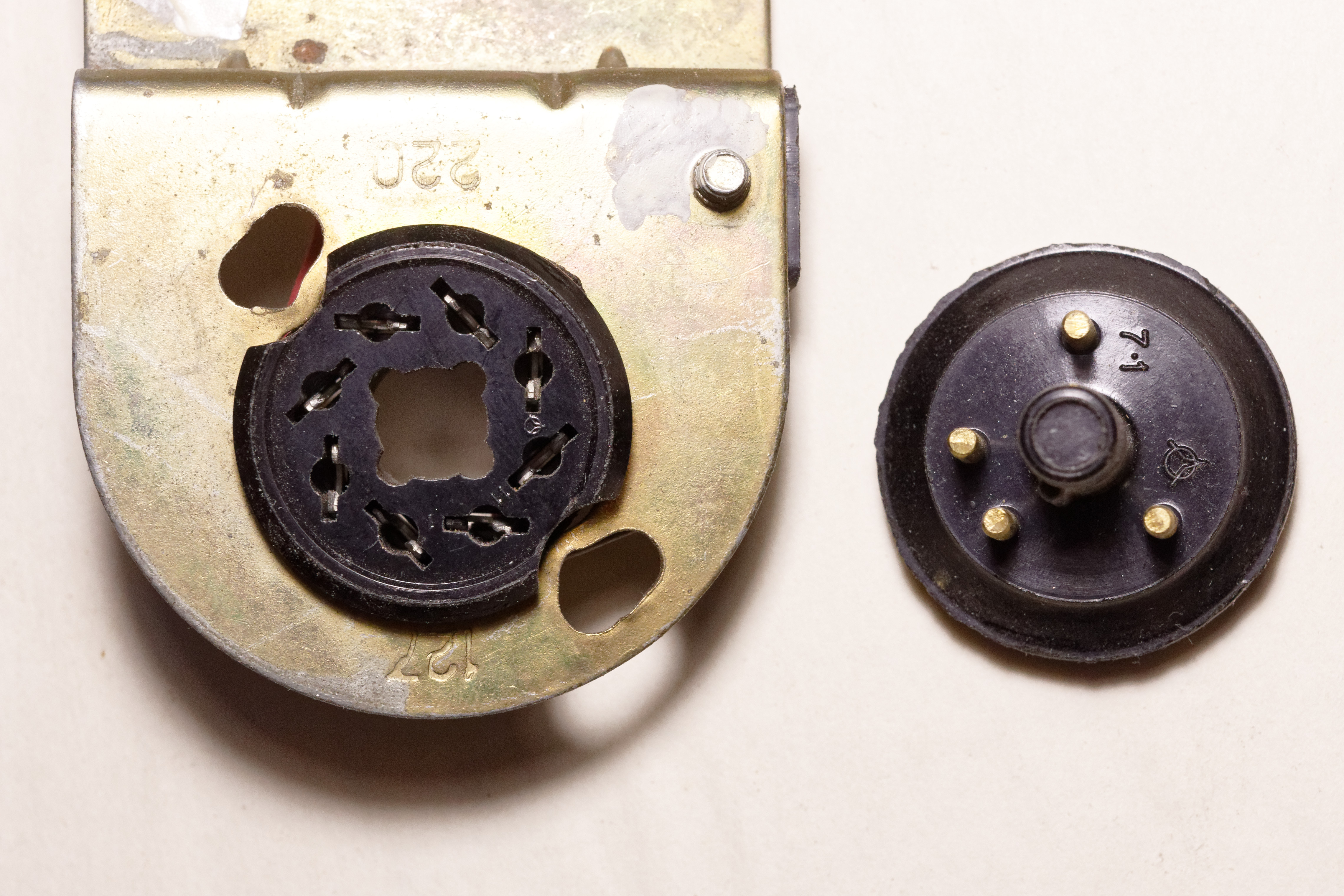
Переключатель напряжения сети 127/220 В на основе октальной ламповой панели

Октальный цоколь — стандартный электрический разъём электронных ламп. В настоящее время, помимо радиоламп, используется и в других электро- и радиоизделиях. Имеет 8 электрических контактов (отсюда название); допускается изготовление изделий, имеющих меньшее количество контактных штырей. Октальные лампы, октальные реле и др. — приборы, имеющие октальный цоколь. Сокращённое наименование в советской практике — Ц1-Х-8А.

## История
Впервые линейка электронных ламп с октальным цоколем была выпущена RCA в 1935; конструкция оказалась чрезвычайно удачной и стала стандартом как в радиотехнике, так и в других областях (см. ниже). В СССР октальные лампы стали массово применяться после запуска закупленных в США электровакуумных производств в 1939—1940.
Стандарт RCA предписывает, что штырьки разъема (диаметром 2,4 мм, штампованы из листового металла) располагаются по окружности диаметром 11/16 дюйма (17,5 мм), а в середине расположен центральный изолированный штырь диаметром 5/16 дюйма (7,9 мм). Для правильной установки лампы штырь имеет выступ-ключ, а ламповая панель — шлиц.

## Развитие технологии
Октальные лампы изготовлялись по т. н. «гребешковой технологии». Собранная арматура лампы (гибкие выводы и несущие траверсы) заваривалась в специальную стеклянную ножку. Ножка вваривалась в стеклянный баллон, а из «юбки» баллона формовался плоский «гребешок», в который вторично заваривались длинные гибкие выводы от электродов лампы. Затем эти выводы приваривались к штырькам разъёма. Вся конструкция скрыта бакелитовым стаканом диаметром от 25 до 38 мм.
Длинные выводы и связанные с ними паразитные ёмкости и индуктивности ограничивают рабочие частоты ламп несколькими десятками мегагерц. Чтобы расширить частотный диапазон, незадолго до начала второй мировой войны инженеры Philips разработали технологию производства ламп с цельностеклянным цоколем, ставшую массовой уже после войны; в США для высокочастотных схем применяли цельностеклянные лампы-жёлуди.
Так называемый локтальные лампы (развитие технологии Philips) с металлическим цоколем и центральным штырём имеют близкие к октальному цоколю конструктивные размеры, но конструктивно не совместимы и требуют особой панельки. Они не стали массовыми и были вскоре вытеснены малогабаритными бесцокольными лампами; октальные лампы сохранили свои позиции и выпускаются до сих пор (Китай, РФ).

## Применение в других электро- и радиоизделиях
Помимо радиоламп, октальный цоколь нашёл в технике немало иных применений. Среди них:
- разъёмы (в частности, для подключения селекторов каналов серии ПТК (например, ПТК-11Д) и СК-М-15, в том числе в телевизорах, содержащих только пальчиковые лампы (например, серии 3УПЛТ-50-III), и даже выполненных вообще без применения ламп, таких, как «Каскад-230»), в кинопроекторах (в частности, «Русь») для подключения синхронизаторов звука;
- переключатели напряжения;
- кварцевые резонаторы;
- реле;
- фоторезисторы;
- сменные контурные катушки в самодельных радиоприёмниках на любительские диапазоны, гетеродинных индикаторах резонанса и т. п.;
- вибропреобразователи;
- малогабаритные трансформаторы.

Широкое применение октальных цоколей в приборах, не являющихся лампами, делает панельки для них недефицитными, что облегчает конструирование аппаратуры на октальных радиолампах в наши дни. Следует, однако, иметь в виду, что панельки, предназначенные для реле, не всегда подходят для ламп, и наоборот. Так, если панелька для реле изготовлена из термопласта, при нагреве мощной лампой она может оплавиться. А панелька для лампы может не выдержать большой ток, проходящий через контакты реле.